# Dean Crawford
Dean Crawford (født 28. februar 1958 i Victoria, død 6. december 2023) var en canadisk roer og olympisk guldvinder.
Crawfords første internationale deltagelse var ved VM i roning 1983, hvor han var en del af den canadiske otter, der blev nummer otte. Efter udskiftning af fire af bådens besætningsmedlemmer var Crawford fortsat med i otteren ved OL 1984 i Los Angeles. Båden blev toer i det indledende heat efter New Zealand og måtte dermed i opsamlingsheat, hvor de blev toer efter Australien. Canadierne var nu i finalen, hvor de kom til at kæmpe en indædt kamp mod USA, men endte med at vinde guld, 0,42 sekund foran amerikanerne, mens Australien vandt bronze. Det var Canadas første guldmedalje i otteren nogensinde og landets første OL-guld i roning siden 1964. Udover Crawford bestod bådens besætning af Blair Horn, John Michael Evans, Paul Steele, Grant Main, Mark Evans, Kevin Neufeld, Pat Turner og styrmand Brian McMahon.
Ved VM 1985 stillede Crawford op i firer uden styrmand, hvor canadierne blev nummer fem. Herpå indstillede han sin elitekarriere for at hellige sig sine studier.
Dean Crawford havde eksamen i datalogi og økonomi, og han arbejdede inden for forskellige felter, herunder som it-leder. Han er sammen med resten af OL-otterbesætningen fra 1984 optaget i British Columbia Sports Hall of Fame samt i Canadas Olympiske Hall of Fame.

## OL-medaljer
- 1984:  Guld i otter